# عسل‌کش سرخ‌فام
عسل‌کش سرخ‌فام (نام علمی: Drepanis coccinea) گونه‌ای عسل‌کش هاوایی است. عسل‌کش سرخ‌فام نماد بسیار تشخیص‌پذیر هاوایی است.

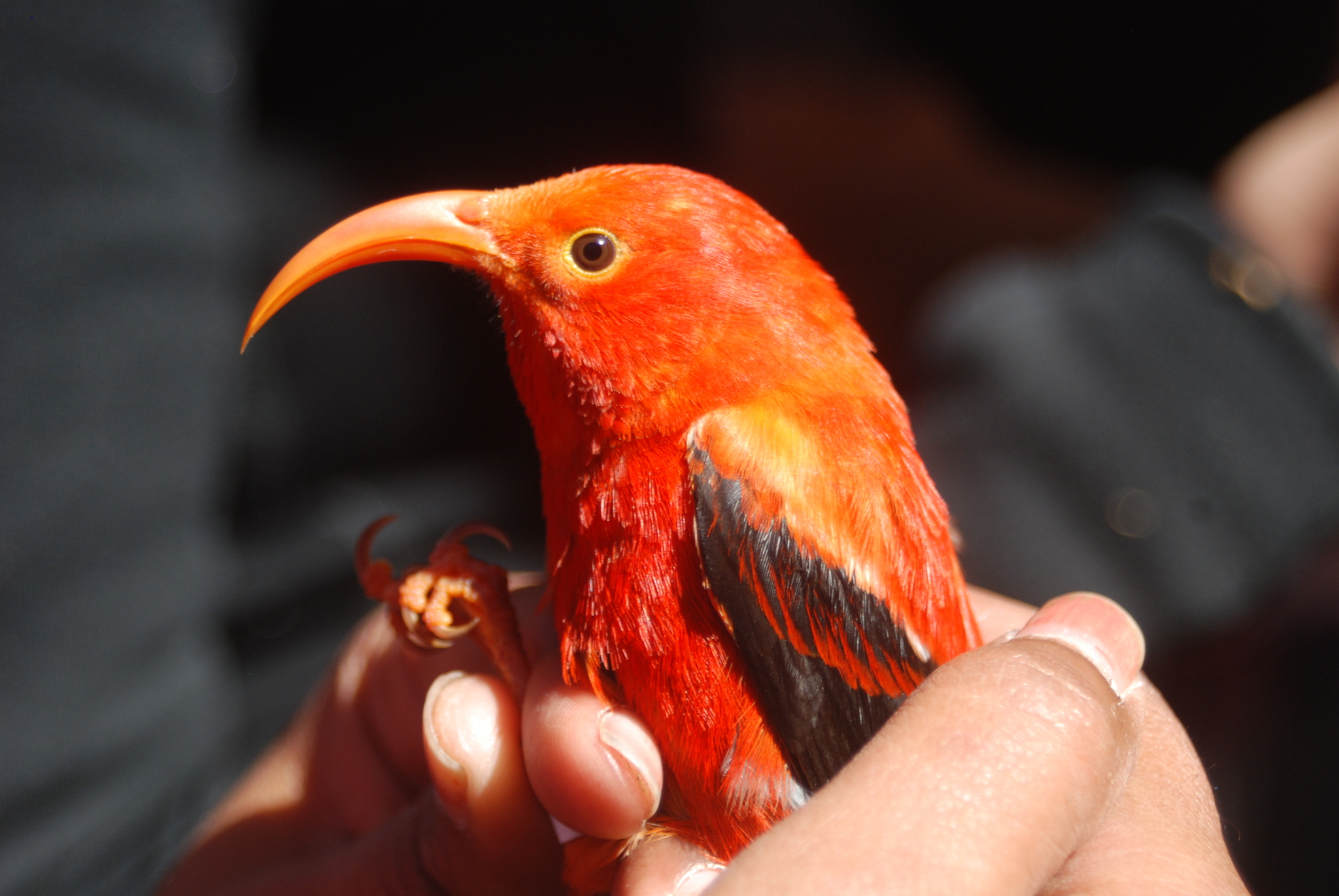
نمای نزدیک